# Берендес, Мерта
Мерта Берендес (швед. Märta Berendes; 21 января 1639—18 октября 1717), — шведская баронесса и автор дневников. Она служила обер-гофмейстериной (швед. överhovmästarinna) при шведском королевском дворе с 1693 по 1717 год. Её дневник, написанный в период между 1676 и 1698 годами, был опубликован и стал объектом исследований.

## Биография
Мерта Берендес была дочерью дворянина Юхана Берендеса (ум. 1652) и Ингеборг Курк (ум. 1654). После смерти отца она унаследовала целое состояние.
В 1656 году она вышла замуж за шурина своего дяди, Юхана Спарре, барона Бонерё и Вальстанеса (ум. 1659). Мерта описывала этот брак как счастливый, но её супруг был болен и оставил её вдовой с двумя детьми.
В 1662 году Мерта во второй раз вышла замуж за члена риксрода барона Густава Поссе аф Хеденсунда тилля Арнеса (1626—1676). Она также охарактеризовала этот брак как счастливый, но её второй супруг, как и первый, был болен, и он и четверо её детей умерли от оспы в 1675—1676 годах. Овдовев во второй раз Мерта занялась управлением своим состоянием и поместьями, чтобы поддержать своих детей, пока в 1687 году ей не дали должность при дворе.
У Мерты Берендес было 11 детей, но пережили её только двое. В 1689 году она потеряла двух своих взрослых сыновей, Акселя Спарре и Карла Густава Поссе, павших в бою на континенте, а в 1698 году её дочь Маргарета умерла при родах.

### Придворная карьера
Мерта Берендес служила фрейлиной у шведской королевы Кристины в 1652—1654 годах, а в 1654—1656 годах — у следующей королевы, Гедвиги Элеоноры Шлезвиг-Гольштейн-Готторпской, причём её тетя Керстин Курк уже занимала эту должность. В своих дневниках она писала, что не хотела становиться фрейлиной, так как ей не нравилась жизнь при дворе, и она согласилась на эту должность только для того, чтобы не обидеть королеву, и что на самом деле она редко исполняла свою службу, вынужденная брать отпуск, чтобы ухаживать за своей больной матерью.
С 1687 по 1715 год Мерта служила правительницей гардеробной у вдовствующей королевы Хедвиг Элеоноры. После смерти королевы Дании, Ульрики Элеоноры, в 1693 году вдовствующая королева фактически стала первой дамой шведского двора, что сделало Берендес фактически первой в ранге среди всех придворных дам.
С 1693 года и до самой своей смерти она была дополнительно наделена должностью обер-гофмейстериной (швед. överhovmästarinna), в данном случае фактически королевской гувернанткой, при дворе принцесс Гедвигы Софии Шведской и Ульрики Элеоноры.
Берендес была описана как меланхоличная и чрезвычайно религиозная вдова.
Она занимала важное положение при дворе, и члены королевской семьи обращались с ней фамильярно: король Швеции Карл XII называл её «старой тётушкой».
В 1709 году она была в составе придворной камарильи, состоящей из неё самой, Арвида Горна, священника вдовствующей королевы Молина, Беаты Спарре и Кристины Пипер, которые заключили союз с Карлом Юлленшерной и успешно изгнали Анну Катарину фон Берфельт с королевского двора.

## Автор
Мерта Берендес написала свою автобиографию или дневник на последних страницах своего молитвенника, в котором рассказывается о её жизни от смерти её первого супруга в 1659 году до смерти её дочери в 1698 году, когда страницы её молитвенника закончились.
Дневник написан в форме литании скорби, изображающей её несчастья, вызванного смертью её мужей и детей, описывающей жизнь как мученичество, которое можно вынести только с помощью религии. Её описание собственной жизни сосредоточено на горестях, которые она испытывала из-за болезни своей матери, болезни и смерти своего первого и второго мужа, а также смерти всех девяти из одиннадцати её детей. Дневник был опубликован и стал предметом исследования для учёных.